# Джордж Ансън
През 1740 Британската империя се готви за война срещу Испанската империя  за надмощие в морските и търговски коридори . На Джордж Ансън е възложено командването на ескадра срещу испанците.Това назначение от Адмиралтейството до чин комодор е напълно  неочаквано тъй като той е син на провинциален земевладелец и не се радва на патронаж т.е. не е под нечие крило . Ансън по това време е на 42 г. като е постъпил във флота на 14 годишен и не е участвал начело в значима военна кампания.

## Произход и кариера
Джордж Ансън е роден на 23 април 1697 г. в Шатсуърт, Стафордшър, Англия, в семейството на провинциален земевладелец Уилям Ансън и неговата съпруга Изабела. Въпреки че не притежава силен патронаж, Ансън се присъединява към Кралския флот на 14-годишна възраст през 1711 г. Той постепенно израства в йерархията, като служи на различни кораби и натрупва опит, предимно в патрулиране и мисии по защита на търговските маршрути.
Ансън придобива репутация на компетентен и дисциплиниран офицер. Той командва различни кораби, включително фрегатата HMS Scarborough, по време на Войната за полската наследственост (1733–1738), и впоследствие става капитан на HMS Centurion.

## Назначението като командир на ескадрата
През 1739 г. избухва войната за ухото на Дженкинс, в която Великобритания и Испания се сблъскват за контрол над търговските маршрути и колонии в Карибите и Южна Америка. В този контекст, на Джордж Ансън е възложена важна мисия: командването на ескадра с цел да нападне испанските интереси в Тихия океан.
Адмиралтейството назначава Ансън на тази позиция и го повишава до чин комодор, което е изненадващ ход, като се има предвид, че той не е част от военното благородство и няма влиятелни покровители. Това решение вероятно е продиктувано от неговите способности и репутация, изградени през годините.

## Експедицията в Тихия океан
Мисията на Ансън започва през септември 1740 г., когато той отплава с флагманския кораб HMS Centurion и още шест кораба. Основната задача на ескадрата е да оперира срещу испанските владения по западното крайбрежие на Южна Америка и да атакува испанските галеони, превозващи ценни товари от Перу и Мексико.
Експедицията е белязана от множество предизвикателства, включително тежки метеорологични условия, болести и недостиг на припаси. Въпреки това, Ансън и неговите хора успяват да постигнат значителни успехи, включително превземането на испанския галеон Nuestra Señora de Covadonga през 1743 г., което носи на британците огромно количество сребро.

## Наследство
Въпреки че Ансън изправя пред сериозни трудности по време на експедицията, включително висока смъртност сред екипажа, той се завръща във Великобритания през 1744 г. като герой. Неговото пътешествие около света става знаково събитие и той получава много похвали за своята решителност и лидерство. Успехът на Ансън укрепва британското господство в Тихия океан и допринася за неговото издигане в морската йерархия, включително заемане на позицията на Първи лорд на Адмиралтейството по-късно в кариерата му.